# NGC 2322
NGC 2322 este o galaxie spirală situată în constelația Linxul. A fost descoperită în 28 decembrie 1790 de către William Herschel. Se află la o distanță de 88,03 de megaparseci de Pământ.